# Ventabren
Ventabren  es una comuna y población de Francia, en la región de Provenza-Alpes-Costa Azul, departamento de Bocas del Ródano, en el distrito de Aix-en-Provence y cantón de Pélissanne.
Su población en el censo de 1999 era de 4.552 habitantes. Su aglomeración urbana se limita a la propia comuna.
Está integrada en la Communauté d’agglomération du Pays d’Aix-en-Provence.
- Datos: Q843934
- Multimedia: Ventabren / Q843934

1. ↑  Worldpostalcodes.org, código postal n.º 13122.
2. ↑  INSEE, Datos de población para el año 2012 de Ventabren (en francés).